# Delophanes
Delophanes é um gênero de traça pertencente à família Agonoxenidae.